# Xã Eaton, Quận Wyoming, Pennsylvania
Xã Eaton (tiếng Anh: Eaton Township) là một xã thuộc quận Wyoming, tiểu bang Pennsylvania, Hoa Kỳ. Năm 2010, dân số của xã này là 1.519 người.